# Need for Speed: Underground 2
Need for Speed: Underground 2 (укр. Жага швидкості: Підпілля 2; скор. NFSU2) — восьма відеогра серії Need for Speed в жанрі автосимулятора, розроблена студією EA Black Box і видана компанією Electronic Arts для ігрових приставок і персональних комп'ютерів в 2004 році. Гра є сиквелом Need for Speed: Underground.
Ігровий процес в Need for Speed: Underground 2 дотримується основних аспектів попередника: гравцеві доведеться брати участь у вуличних гонках, заробляючи гроші і отримуючи повагу серед інших гонщиків. У продовженні значно поліпшені можливості тюнінга автомобілів, який грає важливу роль в проходженні. Крім цього, в грі з'явилися такі нововведення, як режим вільної їзди і джипи. У режимі кар'єри присутній сюжет, в якому головний герой бере участь в гонках на вулицях міста Бейвью (створене на основі реальних міст, таких як Філадельфія, Лос-Анджелес, Лас-Вегас та ін.) і намагається перемогти серйозного противника — Калеба.
Розробка Need for Speed: Underground 2 велася після виходу успішного хіта — Need for Speed: Underground. Завдяки хорошим відгуками і продажу гри розробники вирішили створити сиквел. Після виходу, Need for Speed: Underground 2, як і перша частина, отримала позитивні відгуки від критиків. Проєкт хвалили за цікавий ігровий процес, графіку і музичний супровід, але критиці було піддано відсутність поліції та затянуте проходження. Гру супроводжував комерційний успіх — було продано більше 11 мільйонів екземплярів.

## Сюжет
Після того, як головний герой став найкращим гонщиком в Олімпік-Сіті (місті гри Need for Speed: Underground), дії розгортаються в іншому місті — Бейвью. Після однієї з гонок, кращому рейсеру міста, другу Саманти, дзвонить невідомий, і каже їхати в певне місце. Коли гонщик приїжджає, невідомий на чорному Hummer H2 таранить Nissan Skyline друга Саманти. Гонщик гине, машина розбита. Водій Hummer H2, Калеб, який є головним антагоністом гри, розмовляє по телефону з невідомим злочинцем і виконує його доручення. Через шість місяців Саманта пише герою лист, в якому просить його прилетіти в Бейвью і помститися вбивці.
Головний герой прибуває на літаку в Бейвью. В аеропорту його чекає зелений Nissan 350Z, що належить Рейчел Теллер — новій подрузі головного героя. Приїхавши в автосалон на машині Рейчел, герой купує собі новий автомобіль на страховку за розбитий Skyline, і вирушає до гаража. Там Рейчел знайомить його з автомеханіком Томмі, який завжди готовий допомогти в роботі з автомобілем. Герой освоюється в новому місті, заробляє гроші, перемагаючи в гонках і знімаючись для обкладинок автомобільних журналів і DVD. Спонсори виділяють кошти для придбання нових автомобілів. Поступово головний герой, беручи участь в гонках професійної ліги, домагається загальної поваги, однак, у героя є і серйозні суперники — стрітрейсери самого Калеба.
В черговий гонці професійної ліги Калеб просить брати участь в ній Ніккі Морріс, яка впевнена в тому, що зможе перемогти в гонці головного героя, і вважає його негідним суперником. Однак Калеб стверджує, що Ніккі помиляється, і запевняє її, що потрібно постаратися. Ніккі програє в гонці герою. Калеб незадоволений її роботою, а Ніккі в люті свариться з ним і їде від Калеба. У наступних гонках головному герою програють і кращі гонщики Калеба, через що той розсерджений на них. У заключній гонці проти героя бере участь сам Калеб, який запевняє невідомого по телефону, що точно зможе перемогти в гонці. Головному герою вдається перемогти Калеба. Після гонки головного героя зустрічають з радістю і захопленням і визнають кращим гонщиком в Бейвью.

### Персонажі
- Рейчел Теллер — красива 27-річна брюнетка. Харизматична і володіє талантом спілкування, що рятує її практично в будь-якій ситуації. Від Рейчел виходить дух самовпевненості й енергійності, що відразу привертає увагу інших. Амбітна і струнка. Трохи егоцентрична і не допускає заперечень.
- Калеб Каллан Рейс — сила, з якою кожному доводиться рахуватися. З чуток, йому від 27 до 32 років. Він фізично міцний, прикрашений численними татуюваннями, які діють лякаюче на будь-якого співрозмовника. Він дуже наполегливий у досягненні будь-якої мети. Його «відчайдушнє» ставлення до світу провокує його домінуючу поведінку в суспільстві. Він розважливий, черствий і нещадний. Він ненавидить програвати і живе тільки для того, щоб бачити невдачі інших. Він не любить людей і використовує кожного в своїх честолюбних цілях, щоб піднятися ще вище.
- Томмі — фанат-автолюбитель. Хоча він досить юний, Томмі вже справжній автомеханік. Він є лояльним і заслуговує на довіру і, до того ж, близький друг Рейчел. Він завжди першим запропонує допомогу і вона часто доводиться як не можна до речі.
- Ніккі Морріс — одна з стрітрейсерів, що працюють на Калеба. Хоча вона — винятковий гонщик, фізична привабливість Ніккі затьмарює всі її інші достоїнства. Індивідуальність і присутність духу роблять Ніккі в центрі уваги. Вона практично не поважає традиції і не соромиться у висловлюваннях. Ніккі дуже самовпевнена.
- Street Reapers — Група вуличних гонщиків-бунтарів, керованих їхнім лідером Калеб. Їх чисельність невідома і постійно змінюється. Вони — група, яка зробить все, щоб знищити своїх супротивників. Їх відмінні риси: величезний запас закису азоту машин, добре підготовлені автомобілі, вони — професійні гонщики. Їх бояться будь-які інші стрітрейсери.

### Ігровий світ
Бейвью (англ. Bayview) — вигадане місто, нагадує Лос-Анджелес і Лас-Вегас, де розгортається дія гри. У місті є швидкісні магістралі, виділені на карті білим кольором. Бейвью складається з п'яти районів, що розрізняються типом доріг. Райони міста стають доступними для їзди у міру проходження гри:
- Центр міста (англ. City Center) — найбільший район міста, в якому можна побачити великі хмарочоси, готелі і яскраві казино. Праворуч від району знаходиться аеропорт. Сам район оточений швидкісними магістралями, що дозволяють заїхати в інші райони. Доступний спочатку.
- Старе місто (англ. Beacon Hill) — невеликий район, що знаходиться вище Центру міста. У ньому переважають ресторани, ярмарки і національний парк. Стає доступним після відкриття другого етапу гри.
- Північне нагір'я (англ. Jackson Heights) — гірський район, що підноситься в північній частині міста. У ньому переважають висотні пагорби і безліч звивистих доріг. У Північному нагір'ї найменше магазинів. Стає доступним після відкриття третього етапу гри.
- Порт, в якому переважають промислові райони, заводи і доки. Знаходиться в нижній частині міста і умовно розділений на:

- Східний порт (англ. Coal Harbor East), який стає доступним після відкриття четвертого етапу гри;
- Західний порт (англ. Coal Harbor West), який стає доступним після відкриття п'ятого, останнього етапу гри.

## Музика
1. Snoop Dogg feat. The Doors — Riders on the Storm (Fredwreck Remix)
2. Capone — I Need Speed
3. Chingy(інші мови) — I Do
4. Sly Boogy(інші мови) — That'z My Name
5. Xzibit — LAX
6. Terror Squad(інші мови) — Lean Back
7. Fluke — Switch/Twitch
8. Christopher Lawrence — Rush Hour
9. Felix Da Housecat(інші мови) — Rocket Ride (Soulwax Remix)
10. SIN — Hard EBM
11. FREELAND — Mind Killer (Jagz Kooner Remix)
12. Paul Van Dyk — Nothing But You (Cirrus Remix)
13. Sonic Animation(інші мови) — E-Ville
14. Killing Joke — The Death & Resurrection Show
15. Rise Against — Give it All
16. Killradio(інші мови) — Scavenger
17. The Bronx — Notice of Eviction
18. Ministry — No W
19. Queens of the Stone Age — In My Head
20. Mudvayne — Determined
21. Septembre(інші мови) — I am Weightless
22. Helmet — Crashing Foreign Cars
23. Cirrus — Back on a Mission
24. Spiderbait — Black Betty
25. Skindred — Nobody
26. Snapcase(інші мови) — Skeptic
27. Unwritten Law(інші мови) — The Celebration Song

## Оцінки
Need for Speed: Underground 2 отримала переважно позитивні відгуки критиків. На сайті Metacritic версії для ПК і PlayStation 2 отримали середню оцінку 82/100, для Xbox — 77/100, для Game Boy Advance — 72/100 і для DS — 65/100. На GameRankings опублікована схожа статистика: для мобільних телефонів — 86 %, для ПК — 83,50 %, для Xbox — 82,61 %, для PlayStation 2 — 80,77 %, для GameCube — 79,98 %, для Game Boy Advance — 69,45 % і для DS — 65,44 %.